# Лапшин, Александр Леонидович
Александр Леонидович Лапшин (23 мая 1933, Ленинград — 23 марта 2006) — советский инженер-строитель, государственный деятель, лауреат Государственной премии СССР и премии Совета Министров СССР.

## Биография
Родился 23 мая 1933 года в Ленинграде.
В 1957 году окончил Ленинградскую военно-воздушную академию им. А. Ф. Можайского по специальности военный инженер-строитель (1957).
- 1957—1959 служил в армии на инженерной должности, затем работал в проектных организациях Министерства энергетики СССР.
- 1959—1977 инженер-строитель, начальник отдела, зам. гл. инженера Всесоюзного государственного проектного института «Теплоэлектропроект».
- 1977—1984 главный инженер ГлавНИИпроекта Минэнерго СССР.
- 1984—1987 заместитель председателя Госатомэнергонадзора СССР.
- 1987—1990 заместитель министра атомной энергетики СССР.
- с 1990 начальник Главного управления по развитию атомной энергетики МАЭП, Минтопэнерго и Минатома России, с 1996 зам. начальника Департамента проектирования, инвестиций и строительства Минатома.

Член редколлегии журнала «Атомная энергия».
С 2003 года на пенсии.
Скончался 23 марта 2006 года в Санкт-Петербурге.

## Награды
- Два ордена Трудового Красного Знамени
- Орден Дружбы (1995)
- Лауреат Государственной премии СССР и премии Совета Министров СССР